# Lindera benzoin
Lindera benzoin är en lagerväxtart som beskrevs av Carl Daniel Friedrich Meisner. Lindera benzoin ingår i släktet Lindera och familjen lagerväxter.

## Underarter
Arten delas in i följande underarter:
- L. b. rubra
- L. b. pubescens